# Ansgar Wessling
Ansgar Wessling (* 3. Mai 1961 in Essen) ist ein ehemaliger deutscher Ruderer. Er nahm 1988 und 1992 an den Olympischen Spielen teil und wurde 1988 Olympiasieger. Von 1993 bis 2024 war er Inhaber und Geschäftsführer von Hörsysteme Wessling.

## Sportliche Karriere
Ansgar Wessling ruderte für die Ruderriege TVK Essen. Er begann 1974 mit dem Rudersport, war aber bei den Leichtgewichtsruderern aktiv. Im Jahr 1983 siegte er zusammen mit Henning Schädla im Zweier ohne Steuermann, 1984 wurde er im Vierer ohne Steuermann Zweiter bei den Weltmeisterschaften in Montreal. Erst 1985 wechselte Wessling endgültig in die unbeschränkte Gewichtsklasse und wurde gleich im ersten Jahr zusammen mit Frank Evers Deutscher Meister im Zweier ohne Steuermann. 1987 fuhr Wessling als Ersatzruderer mit zu den Weltmeisterschaften. 1988 ruderte Wessling dann zum ersten Mal im Deutschland-Achter unter Trainer Ralf Holtmeyer. In der Besetzung Wolfgang Maennig, Thomas Möllenkamp, Matthias Mellinghaus, Eckhard Schultz, Ansgar Wessling, Armin Eichholz, Thomas Domian, Schlagmann Bahne Rabe und Steuermann Manfred Klein gewann der Achter bei den Olympischen Spielen in Seoul Gold.
Bei den Ruder-Weltmeisterschaften 1989 in Bled waren aus dem Gold-Achter von 1988 nur Wessling und Klein übrig geblieben. In der Besetzung Jörg Puttlitz, Norbert Keßlau, Martin Steffes-Mies, Dirk Balster, Frank Dietrich, Mark Mauerwerk, Ansgar Wessling, Roland Baar und Manfred Klein gewann der Deutschland-Achter vor dem Achter aus der DDR. 1990 schied auch Wessling aus dem Achter aus und ruderte im Vierer mit Steuermann, mit dem er bei den Weltmeisterschaften in Tasmanien Zweiter hinter dem Boot aus der DDR wurde. 1991 kehrte Wessling in den Achter zurück. Bei den Weltmeisterschaften in Wien gewannen Martin Steffes-Mies, Dirk Balster, Claas-Peter Fischer, Jürgen Hecht, Thorsten Streppelhoff, Marc Mauerwerk, Ansgar Wessling, Roland Baar und Manfred Klein zum dritten Mal in Folge den Weltmeistertitel, wobei Steffes-Mies, Balster, Baar und Klein bei allen drei Erfolgen dabei waren. Zum Abschluss seiner Karriere nahm Wessling an den Olympischen Spielen 1992 teil, dort gewann der Deutschland-Achter Bronze hinter Kanada und Rumänien.
Für seine sportlichen Leistungen wurde er am 23. Juni 1993 mit dem Silbernen Lorbeerblatt ausgezeichnet.
Sportlich fand Ansgar Wessling nach seiner Karriere als Ruderer Gefallen am Motorsport und fuhr zwischen 2003 und 2008 Autorennen im Porsche Sports Cup Deutschland. Am 3. Oktober 2008 hatte er einen schweren Unfall auf dem Hockenheimring, den er nur knapp überlebte, von dem er sich jedoch wieder vollständig erholte.

## Berufliche Karriere
Ansgar Wessling ist der Sohn eines Schuhherstellers und lernte zuerst Augenoptiker und danach Hörakustiker. Im Jahr 1987 schloss er seine Ausbildung ab und erhielt 1990 den Meisterbrief. 1993 gründete Wessling die erste Filiale von Hörsysteme Wessling in Essen-Rüttenscheid. Nach über 20 Jahren im Geschäft und erfolgreicher Eröffnung von insgesamt 12 Filialen in ganz Essen war Ansgar Wessling (Stand: 2017) nach eigenen Angaben Inhaber und Geschäftsführer des größten Akustikers der Stadt. 2024 wurden alle Fachgeschäfte an den filialisten Geers verkauft. Ansgar Wessling zog sich aus dem aktiven Berufsleben zurück.